# Estação Halley
Estação Halley é uma base científica na Antártida, dirigida pela British Antarctic Survey, localizada na plataforma de gelo Brunt, banhada pelo Mar de Weddell.
É uma estação de pesquisa dedicada principalmente ao estudo da atmosfera terrestre. Um trabalho de observação feita na Estação Halley resultou na detecção do buraco da camada de ozônio em 1985.